# یسو مونگکه
یسو مونگکه (انگلیسی: Yesü Möngke; نامشخص – ۱۲۵۲) رئیس اولوس خانات جغتای (۱۲۴۶ یا ۱۲۴۷–۱۲۵۲) بود.
او پنجمین پسر جغتای و یسوولون خاتون بود و در سال ۱۲۴۶ یا در حدود سال ۱۲۴۶ توسط پسر عمویش، خان بزرگ خاقان گیوک خان به عنوان خان خانات جغتای منصوب شد. با قره هولگو دوست بود. با این حال، خان بزرگ بعدی، منگوقاآن، شروع به پاکسازی حامیان خاندان اوگتای خان کرد، که در میان آنها جغتایی‌ها بودند. یسو مونگکه یک بار برکنار شد سپس به موقعیت قبلی خود بازگردانده شد.
او همسری به نام نیشی داشت، ولی فرزندی نداشت، و اغلب مست بود، به طوری که به جای او همسر و وزیرش بهاءالدین مرغینانی حکومت می‌کرد.